# Habib Bellaïd
Habib Bellaïd   (Bobigny, 28 de març de 1986) és un exfutbolista professional francès, que fou internacional amb la selecció d'Algèria. Va començar com a futbolista al Red Star 93.